# Charréard
Le Charréard est un quartier de la commune de Vénissieux dans la métropole de Lyon. 

## Origine du nom
Son nom proviendrait d'une très ancienne famille vénissiane du Moyen-Âge, appelée les Charréard.  

## Sports
C'est le quartier d'origine du club de Futsal de l'AS Charréard-Vénissieux Futsal.